# Carlos Boozer
Carlos Austin Boozer Jr. (* 20. November 1981 in Aschaffenburg) ist ein ehemaliger US-amerikanischer Basketballspieler, der von 2002 bis 2015 bei den Cleveland Cavaliers, Utah Jazz und Chicago Bulls in der National Basketball Association (NBA) aktiv war. Bei einer Größe von 2,06 Metern spielte er meist die Position des Power Forwards.
Boozer war als guter Scorer und Rebounder bekannt und wurde in seiner Karriere zweimal NBA All-Star, sowie einmal in das All-NBA Third Team (2008) gewählt. Mit der Nationalmannschaft der USA gewann er die Goldmedaille bei den Olympischen Spielen 2008.

## Karriere
Boozer, Sohn eines in Deutschland stationierten Soldaten, wuchs in Juneau in Alaska auf und galt dort als außerordentlich talentierter Highschool-Basketballspieler. 1998/99 wurde er zum McDonald's All-American ernannt. Nach dem Gewinn der NCAA Division I Basketball Championship mit der Duke University unter Trainer Mike Krzyzewski verließ er die Blue Devils nach seinem Junior-Jahr, um sich zur NBA-Draft anzumelden.

### NBA

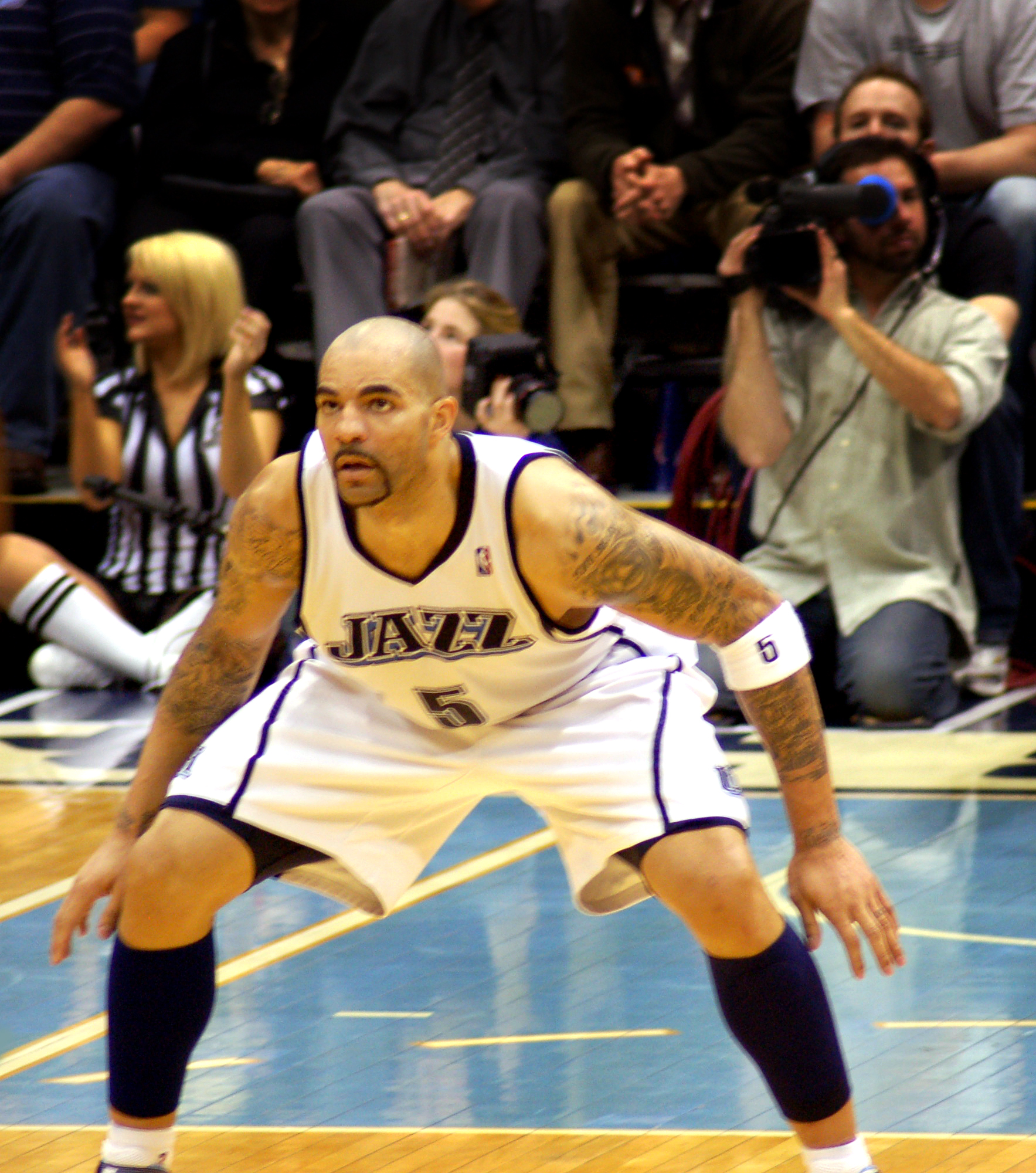
Boozer als Spieler der Utah Jazz, 2010

Boozer wurde im NBA-Draft 2002 an 35. Stelle von den Cleveland Cavaliers ausgewählt. 2003 wurde er für seine Leistungen im ersten Profijahr in das NBA All-Rookie Second Team berufen. In seinem zweiten NBA-Jahr wurde er Teamkollege von LeBron James. Boozer etablierte sich als Starter bei den Cavaliers und kam in seinem zweiten Jahr auf 15,5 Punkte, 11,4 Rebounds und 2,0 Assists pro Spiel.
2004 wechselte er dann zum Utah Jazz. Dieser Wechsel führte zu einer öffentlich geführten Kontroverse, da Boozer den Cavaliers angeblich eine mündliche Zusage für ein weiteres Jahr (zu unveränderten finanziellen Konditionen) gegeben hatte. In den ersten beiden Jahren verpasste Boozer auf Grund von Verletzungen zahlreiche Spiele. Erst in der Saison 2006/07 startete er durch. Er bildete mit Deron Williams eines der besten One-Two-Punch-Duos der Liga und legte 20,9 Punkte, 11,7 Rebounds und 3,0 Assists pro Spiel auf. 2007 wurde Boozer ebenfalls erstmals für die Teilnahme am All-Star-Game berufen, an welchem er jedoch auf Grund einer Verletzung nicht teilnehmen konnte. Er erreichte in den folgenden Playoffs mit Utah die Finalserie der Western Conference. 2008 wurde Boozer ins All-NBA Third Team gewählt und nahm erstmals aktiv am All-Star Game teil. Er erzielte dabei 21,1 Punkte, 10,4 Rebounds und 2,9 Assists. In der Saison 2008/09 fiel er auf Grund einer Sehnenverletzung im linken Knie mehr als 3 Monate aus und wurde in dieser Zeit von Paul Millsap ersetzt. Er spielte dennoch eine produktive Saison für die Jazz und erzielte 19,7 Punkte, 11,4 Rebounds und 3,2 Assists.
Nach der Saison 2009/10 wurde er Free Agent und wurde per „Sign-and-Trade“ zu den Chicago Bulls geschickt, wo er einen Fünfjahresvertrag über knapp 65 Millionen Dollar unterschrieb. Er spielte vier Jahre für die Bulls. Seine Statistiken verschlechterten sich allerdings von Jahr zu Jahr. So erzielte er in der Saison 2013/14 nur noch 13,7 Punkte und 8,3 Rebounds pro Spiel. Im Sommer 2014 gaben die Bulls bekannt, dass sie Boozer mit der sogenannten „Amnesty-Klausel“ entlassen werde.
Die Los Angeles Lakers konnten den Power Forward an sich binden. Boozer spielte bei den erfolglosen Lakers vorwiegend als Ersatzspieler und verzeichnete in 71 Spielen 11,8 Punkte und 6,8 Rebounds pro Spiel, seine schwächsten Werte seit seiner Rookie-Saison. Die Playoffs wurden deutlich verpasst und Boozers Vertrag bei den Lakers nicht verlängert.
Nachdem Boozer ein Jahr ausgesetzt hatte, nahm er im Juli 2016 ein Angebot aus China an und wechselte in die Chinese Basketball Association zu den Guangdong Southern Tigers, wo er bis 2017 spielte. Im Dezember 2017 gab Boozer seinen Rücktritt vom Profisport bekannt.

### Nationalmannschaft
Boozer war Teil der US-amerikanischen Auswahl, die bei den Olympischen Spielen 2004 die Bronze-Medaille gewann. Vier Jahre darauf wurde er mit der Nationalmannschaft Olympiasieger.

## Auszeichnungen und Erfolge
- 2× NBA All-Star 2007, 2008
- All-NBA Third Team 2008
- NBA All-Rookie Second Team 2003
- NCAA-Basketball-Champion 2001
- Olympiasieger 2008
- Olympischer Bronzemedaillengewinner 2004